# Haar (Bavière)
Haar est une commune (Gemeinde) allemande située à l'Est de Munich, dans l'arrondissement de Munich, dans le district de Haute-Bavière.

## Histoire
- Le général allemand Friedrich Schulz, commandant du groupe d'armées G signe une capitulation sans conditions de ses troupes, avec le général Jacob Devers, commandant du 6e groupe d'armées des États-Unis à Haar en Bavière; le 5 mai 1945.

| Appartenances historiques Duché de Haute-Bavière 1255–1353 Duché de Bavière-Landshut 1353-1392 Duché de Bavière-Munich 1392-1505 Duché de Bavière 1505–1623 Électorat de Bavière 1623–1806 Royaume de Bavière 1806–1918 République de Weimar 1918–1933 Reich allemand 1933–1945 Allemagne occupée 1945–1949 Allemagne 1949–présent |